# Hranoplod
Hranoplod (Quisqualis) je bývalý rod rostlin z čeledi uzlencovité. V současné taxonomii byl tento rod na základě fylogenetických analýz vřazen do rodu uzlenec (Combretum). Hranoplody jsou dřevnaté liány se vstřícnými jednoduchými listy a pětičetnými květy s nápadně dlouhou kališní trubkou. Jsou rozšířeny v počtu asi 17 druhů v tropické Asii a Africe. Hranoplod indický je pěstován jako okrasná dřevina v tropech celého světa. Plody a kořeny jsou používány proti střevním parazitům. Květy mají zajímavou biologii opylování a v průběhu rozkvétání mění barvu a polohu.

## Popis
Hranoplody jsou dřevnaté liány. Listy jsou téměř nebo zcela vstřícné, lysé nebo chlupaté, s eliptickou, celokrajnou čepelí. Řapíky jsou vytrvalé a po opadu listů se jejich báze přeměňují v trny. Květy jsou oboupohlavné, pravidelné nebo lehce dvoustranně souměrné, pětičetné, uspořádané ve vrcholových nebo úžlabních, jednoduchých nebo složených klasech. Kališní trubka je protáhlá, 2 až 9 cm dlouhá, úzce válcovitá, ve spodní části srostlá se semeníkem, na konci nálevkovitá a zakončená 5 laloky. Koruna je nápadná, bílá nebo červená, složená z 5 korunních lístků. Tyčinek je 10 ve dvou řadách a jsou zanořené v kališní trubce nebo jen nezřetelně vyčnívající. Semeník obsahuje 2 až 4 vajíčka. Čnělka je částečně přirostlá k receptákulu. Plody jsou suché, kožovité, podlouhlé a k oběma koncům se zužující, s 5 podélnými žebry nebo křídly. Obsahuje jediné, podélně žebernaté semeno.

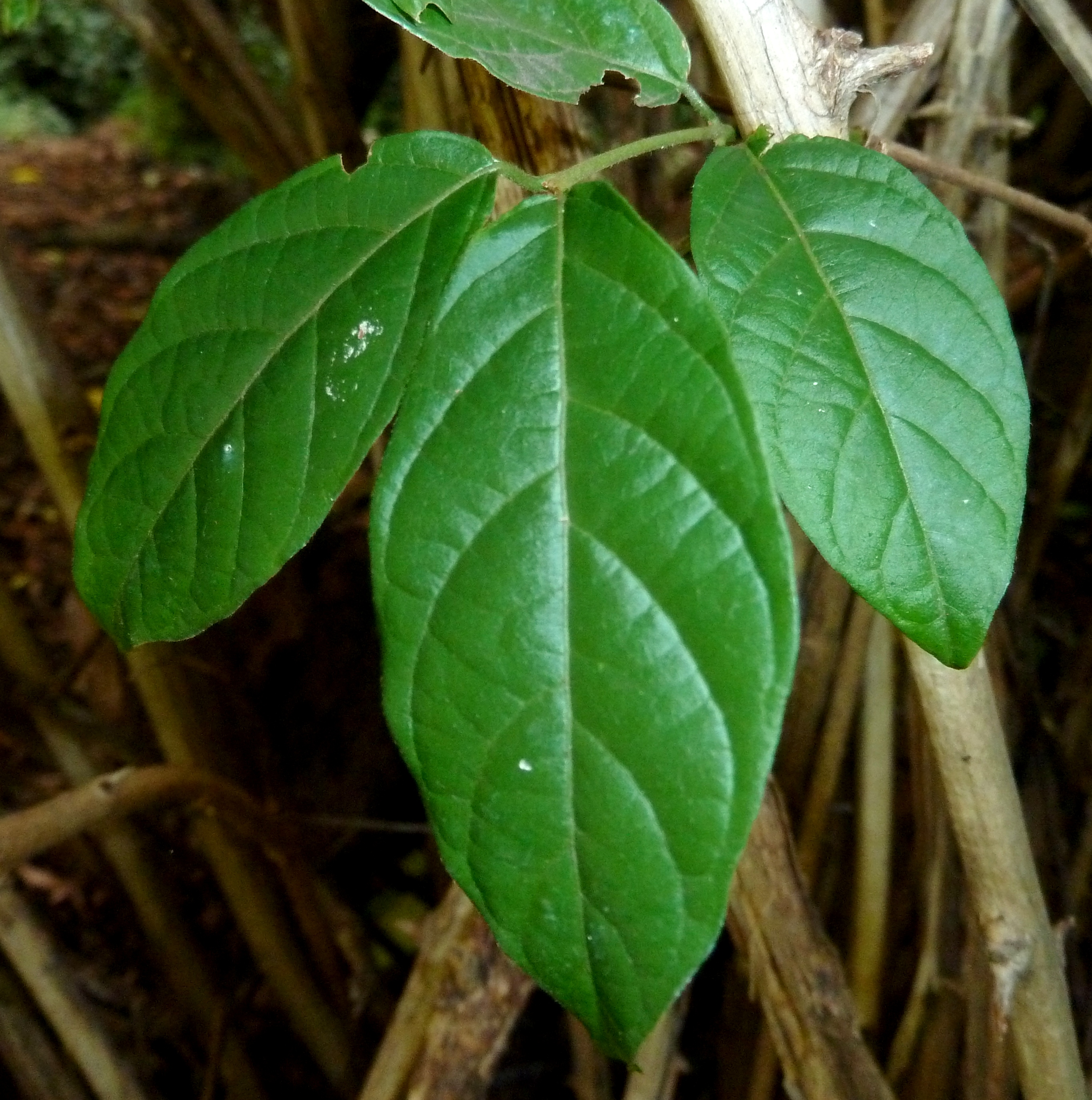
Listy hranoplodu indického
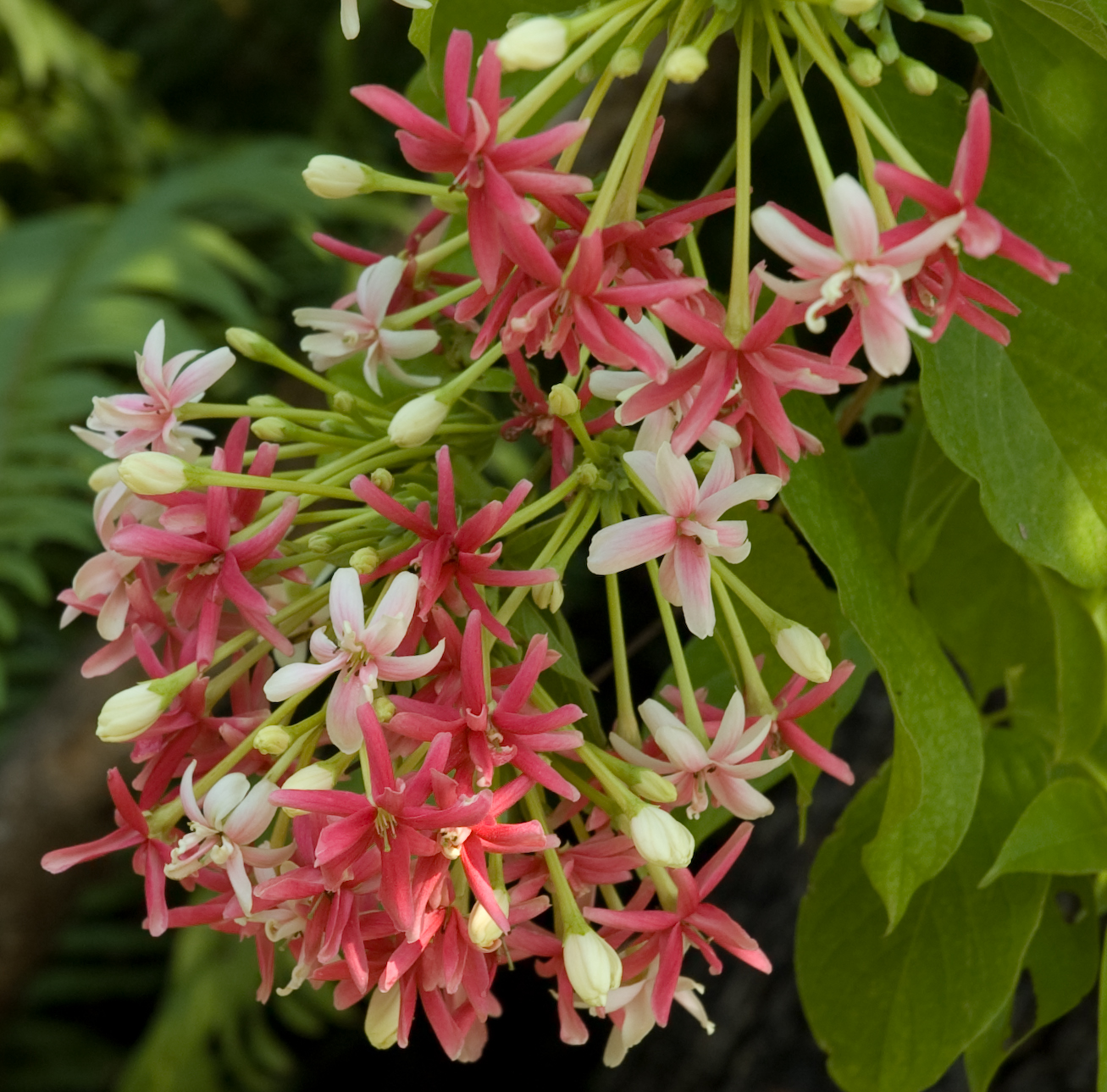
Květenství hranoplodu indického
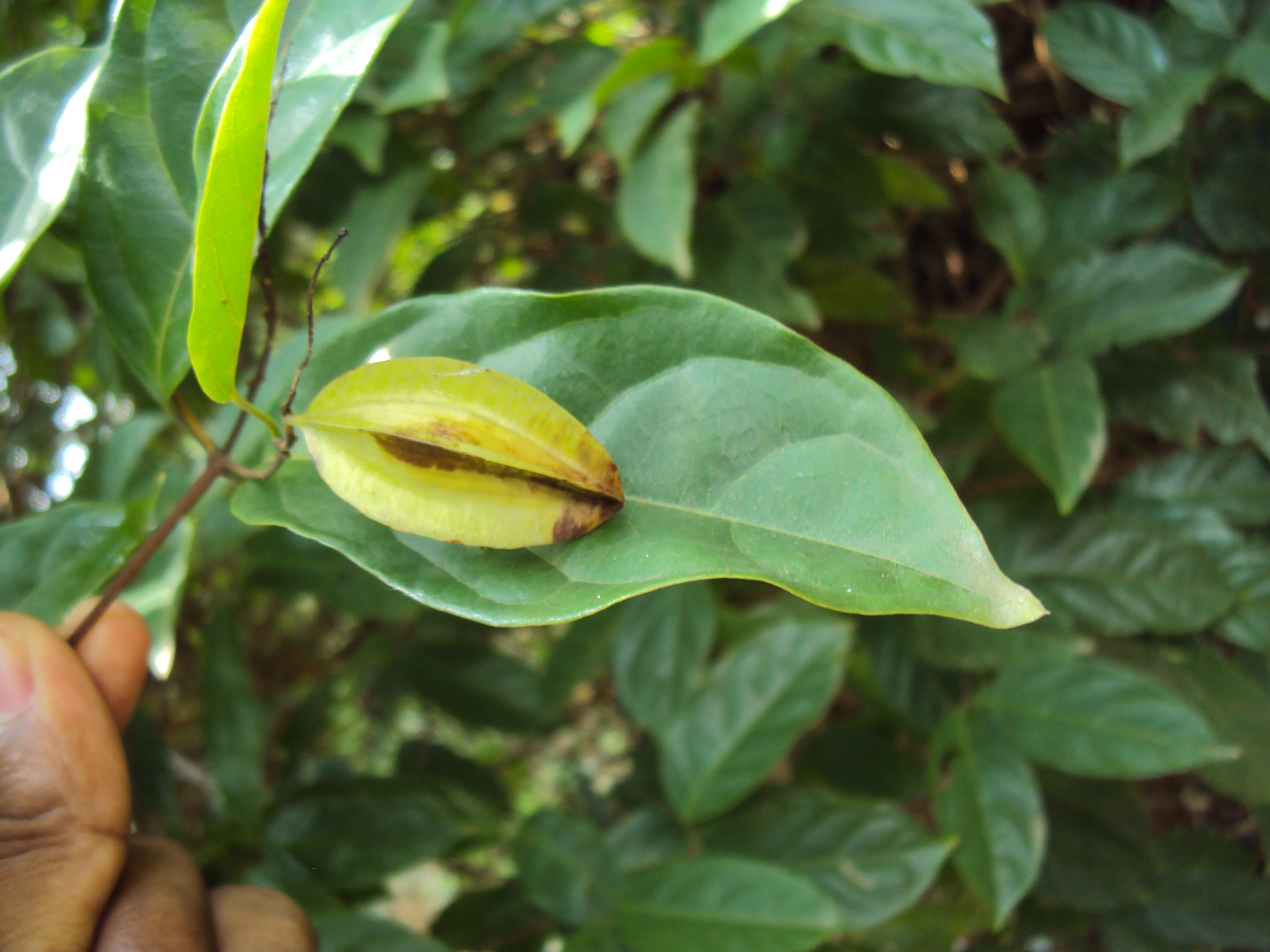
Plod Q. malabarica (syn. Combretum malabaricum)

## Rozšíření
Rod hranoplod zahrnuje asi 17 druhů. Je rozšířen v tropické Africe a Asii. Největší areál rozšíření má hranoplod indický, který je pravděpodobně původní v tropické Indomalajsii i v tropické Africe.

## Ekologické interakce
Květy hranoplodu indického mají zajímavou biologii opylování a v průběhu vývoje mění barvu a pozici. Poupata hranoplodu se otevírají navečer a rozvíjejí se bílé, vzpřímené květy. Ty lákají silnou vůní noční opylovače, zejména lišaje, kteří jsou schopni svým dlouhým sosákem dosáhnout na nektar ukrytý v úzké květní trubce. Červených květů si nevšímají. Nektar obsahuje cukry a aminokyseliny, v této první fázi je hojný a poměrně málo cukernatý. V průběhu dalšího dne se květy sklánějí do horizontální roviny a postupně červenají. Navštěvují je zejména různé druhy hmyzu a strdimilové. Včely v této fázi sbírají výhradně pyl. Strdimilové naklovávají květní trubku v její spodní části a loupí nektar. Vzniklé otvory následně využívají i různé druhy vos, drobné včely a mravenci. Jak se květy postupně sklánějí stále více dolů, nektar stéká do ústí květu a stává se dostupným i včelám, vosám a rozličnému dalšímu hmyzu. V této fázi je nektar již koncentrovanější. Třetího dne již zcela ztmavlé květy opadávají.

## Taxonomie
Základním morfologickým znakem vymezujícím tradičně pojatý rod Quisqualis oproti příbuznému rodu Combretum je čnělka, která je na bázi přirostlá k receptákulu. Při fylogenetických studiích však bylo zjištěno, že rod Quisqualis tvoří vývojovou větev uvnitř rodu Combretum a všechny druhy byly přeřazeny do podrodu Cacoucia rodu Combretum.

## Zástupci
- hranoplod indický (Quisqualis indica, syn. Combretum indicum)

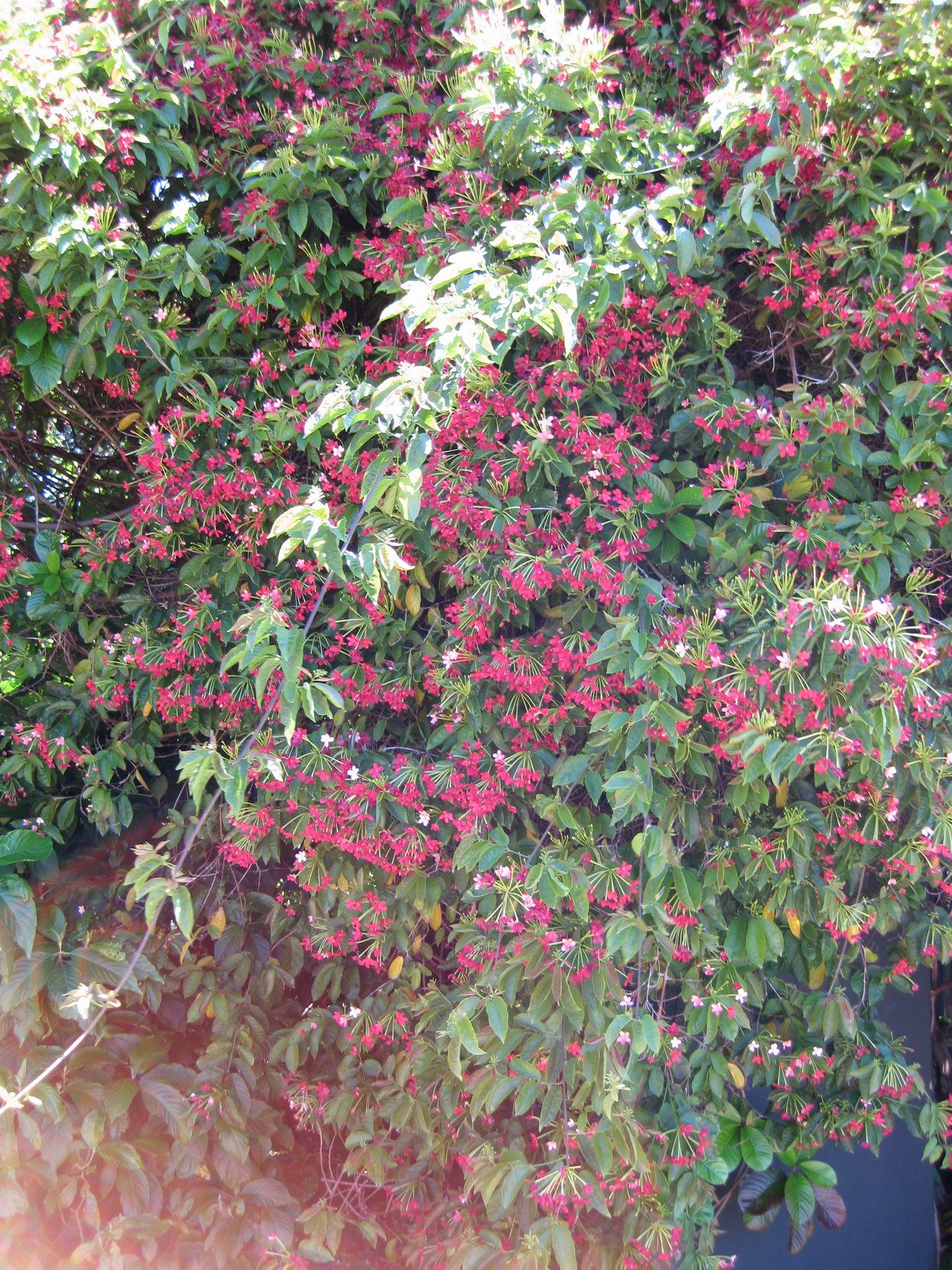
Bohatě rozkvetlý hranoplod indický

## Význam
Hranoplod indický je pěstován jako okrasná dřevina v tropech celého světa.
Nedozrálé plody a semena ze zralých plodů, místy i kořeny hranoplodu indického jsou používány proti střevním parazitům. Podobně je využíván i indomalajský druh Quisqualis conferta (syn. Combretum confertum).